# Platysoma directum
Platysoma directum är en skalbaggsart som beskrevs av Lewis 1885. Platysoma directum ingår i släktet Platysoma och familjen stumpbaggar. Inga underarter finns listade i Catalogue of Life.